# Neobisium deltschevi
Espèce
Neobisium deltschevi est une espèce de pseudoscorpions de la famille des Neobisiidae.

## Distribution
Cette espèce est endémique de Serbie. Elle se rencontre à Sesalac dans la grotte Sesalačka pećina.

## Description
Les mâles mesurent de 2,31 à 2,37 mm et les femelles de 2,555 à 3,01 mm.

## Étymologie
Cette espèce est nommée en l'honneur de Christo Deltshev.

## Publication originale
- Ćurčić, Dimitrijević & Ćurčić, 2010 : Neobisium deltshevi (Neobisiidae, Pseudoscorpiones), a new endemic cave-dwelling pseudoscorpion from east Serbia. Archives of Biological Sciences, vol. 62, no 1, p. 191-198.